# Anna Sipos
Anna Sipos (ur. 3 kwietnia 1908 w Segedynie; zm. 1 stycznia 1988 w Budapeszcie) – węgierska tenisistka stołowa, wielokrotna medalistka mistrzostw świata.

## Kariera sportowa
Była 21-krotną medalistką mistrzostw świata, w tym jedenaście razy zdobywała złoto - sześciokrotnie w grze podwójnej (z Márią Mednyánszky), trzykrotnie w grze mieszanej (z Miklósem Szabadosem) i dwukrotnie w grze pojedynczej. W latach 1926–1940 była dziewiętnastokrotną mistrzynią Węgier, w tym pięciokrotnie w grze pojedynczej (1926, 1927, 1931, 1935 i 1939).